# الجدول الزمني لحرب لبنان 2006 (منتصف أغسطس)
هذا هو الجدول الزمني لحرب لبنان 2006 خلال منتصف أغسطس.

## 10 أغسطس
الجيش الإسرائيلي
- الجيش الإسرائيلي يكشف عن مقتل 15 جنديا احتياطيا وإصابة 40 آخرين في اشتباكات يوم 9 أغسطس وهو اليوم الأكثر دموية في القتال منذ بدء الحرب.[1] في القتال في قرى مرجعيون وخيام وكيلا أصيب ثمانية جنود إسرائيليين بجروح في هجوم بقذائف الهاون. أصيب جندي آخر بجروح طفيفة جراء إطلاق صواريخ مضادة للدبابات. كما أصيب أحد الجنود بنيران مضادة للدبابات في المنطقة الأمنية بالقرب من بنت جبيل.[2]
- بينما يبدو أن مفاوضات وقف اطلاق النار توقفت، قامت إسرائيل بمد جولات ضرب المدفعية إلى جنوب لبنان عند الفجر بينما تحركت القوات المدعومة بالدبابات والعربات المدرعة عبر الحدود. صعدت إسرائيل معركتها ضد حزب الله وبدأت عمليات تستهدف قلب بيروت وسيطرت على مدينة لبنانية جنوبية مسيحية إلى حد كبير. كما ألقى الجيش الإسرائيلي منشورات في بيروت محذرا من توسيع العمليات داخل العاصمة وحث السكان في الأحياء الشيعية الجنوبية على الإخلاء. كانت هذه الأحياء معاقل لدعم حزب الله. قال أحد الطيارين: "إلى الناس الذين يعيشون في حي السلوم وبرج البراجنة وشياح... من أجل سلامتك يجب عليك إخلاء هذه المناطق فورا وإخلاء أي منطقة ينطلق فيها حزب الله وأعضاؤه ومساعدوهم في عملياتهم الإرهابية. حتى الآن أطلق حزب الله 3333 صاروخا على شمال إسرائيل وفقا لتقرير السلطات الإسرائيلية.[3] هناك طيار آخر من الجيش الإسرائيلي يهدد المدنيين مباشرة: "كل توسع في العمليات الإرهابية لحزب الله سيؤدي إلى استجابة قاسية وقوية ولن تقتصر ردته المؤلمة على عصابة حسن من المجرمين".
- استولت القوات الإسرائيلية على بلدة مرجعيون جنوب لبنان كما وقعت اشتباكات عنيفة في المنطقة المحيطة بالبلدة بعد أن اجتازت أعمدة مدرعة الحدود اللبنانية ليلة أمس. كما تقدمت قوات إسرائيلية أخرى في بلدة الخيام. كما ضربت الطائرات الإسرائيلية منارة تستخدم كبرج للاتصالات الخلوية في وسط بيروت.[4] قال شهود عيان أنهم رأوا رجلا يحمل في سيارة إسعاف في مكان الحادث. لم ترد معلومات فورية عن حالته. تقع المنطقة الواقعة في حي راقي حيث يعيش رئيس الوزراء اللبناني السابق رفيق الحريري خارج الضاحية الجنوبية التي يسيطر عليها حزب الله والتي استهدفتها القوات الإسرائيلية حتى الآن. حذرت القوات الإسرائيلية السكان من البقاء في منازلهم عندما تحركت القوات باتجاه بلدة بلات القريبة وفقا لما ذكرته المخابرات العسكرية والشرطة اللبنانية. تطل المنطقة الآمنة على نهر الليطاني حيث يقال إن مقاتلي حزب الله أطلقوا صواريخ على إسرائيل وفقا لما ذكرته المصادر.
- أطلقت طائرة إسرائيلية بدون طيار صاروخا على حافلة صغيرة في سهل البقاع مما أسفر عن مقتل شخص واحد وجرح 12 شخصا. وقع الهجوم بالقرب من بلدة رياق. استهدفت غارة جوية أخرى طريقا يربط بين مدينة بعلبك ومدينة حمص السورية.[5]

إسرائيل
- قالت متحدثة باسم الحكومة الإسرائيلية أن هجوم مرجعيون لم يكن جزءا من حملة موسعة وافق عليها مجلس الوزراء الأمني الإسرائيلي في وقت سابق اليوم. تظل النقطة الشائكة في الخطة الأمريكية الفرنسية لإنهاء الصراع دعوة لبنانية لانسحاب إسرائيل الفوري من جنوب لبنان. ذكرت السلطات الإسرائيلية أن أكثر من 950 شخصا لقوا مصرعهم في النزاع حتى الآن معظمهم من المدنيين اللبنانيين. على صعيد منفصل فإن المعبر الحدودي بين غزة ومصر أغلق حتى إشعار آخر وفقا لإسرائيل نقلا عن تنبيهات أمنية محددة.

حزب الله
- قتل مدنيان إسرائيليان - من بينهم طفل - وأصيب اثنان آخران بعد أن أطلق مسلحو حزب الله صاروخ كاتيوشا على قرية دير الأسد شمال إسرائيل وفقا لما ذكره مسؤولو خدمات الإسعاف. قالت السلطات أن صاروخا آخر ضرب كريوت في الضواحي الشمالية لحيفا في إسرائيل. جاءت الضربة على حيفا بعد يوم واحد من دعوة الأمين العام لحزب الله حسن نصر الله العرب الإسرائيليين في المدينة ثالث أكبر مدن إسرائيل إلى المغادرة خشية أن تسقط دماء المسلمين. أعلن حزب الله عن «معارك عنيفة» في مرجعيون وأفادت قناة المنار وقناة العربية أنه تم تدمير دبابتين إسرائيليتين على الأقل في القتال هناك. قالت الشرطة أن حزب الله أطلق بعد ظهر اليوم 136 صاروخا إلى شمال إسرائيل. حتى الآن أطلق حزب الله 3333 صاروخا على شمال إسرائيل وفقا لتقرير السلطات الإسرائيلية.

لبنان
- قالت قوات الأمن اللبنانية إنه حتى يومنا هذا مات 834 شخصا معظمهم من المدنيين وجرح ما يقرب من 3,211 منذ بدء القتال في 12 يوليو.[6]
- أعتقلت القوات الإسرائيلية نحو 350 جنديا وشرطة لبنانيا في مرجعيون بعد أن استولت قوات الدفاع الإسرائيلية على القرية.[7]
- ذكرت قوات الأمن الداخلي اللبنانية أن تلقي منشورات تحذيرية من إسرائيل كانت من المدن اللبنانية الشمالية بما فيها البداوي. حذرت تلك المنشورات من أن إسرائيل ستستهدف أي نوع من الشاحنات تتحرك على طول الطريق الساحلي. قال أحد الصحافيين: «انتبهوا إلى أن أي شخص يستخدم شاحنات صغيرة أو شاحنات يضع حياته في خطر». أضافت الصحيفة أن هذه العربات ستستهدف بالاشتباه في «نقل الصواريخ والذخائر العسكرية والإرهابيين». ذكرت الشرطة اللبنانية أن ثلاثة صواريخ إسرائيلية أطلقت من البحر أصابت ثلاثة أبراج إذاعية في شمال بيروت. كانت تلك الأبراج بالفعل أهدافا للهجمات خلال الصراع. حذرت القوات الإسرائيلية السكان من البقاء في منازلهم عندما تحركت القوات باتجاه بلدة بلات القريبة وفقا لما ذكرته المخابرات العسكرية والشرطة اللبنانية.[8]
- في حين أن المخابرات اللبنانية قالت إن القوات الإسرائيلية لم تواجه أي مقاومة أثناء تقدمها إلى مرجعيون فإن مصادر عسكرية لبنانية ومراقبين من الأمم المتحدة وصفوا معركة شرسة في الخيام التي قالت إسرائيل أنها معقل لحزب الله وقال مصدر عسكري لبناني إن القوات الإسرائيلية تدعمها خمسة انتقلت الدبابات إلى قاعدة للجيش اللبناني في مرجعيون ولم تجتمع أي مقاومة من حامية نحو 350 جنديا وشرطة.[9]
- قالت السلطات اللبنانية أن أكثر من 950 شخصا لقوا مصرعهم في النزاع حتى الآن معظمهم من المدنيين اللبنانيين. هناك نقطة شائكة في خطة الولايات المتحدة وفرنسا لإنهاء الصراع لا تزال دعوة لبنانية لانسحاب إسرائيل الفوري من جنوب لبنان.
- تم نشر شريط فيديو يظهر الجنود اللبنانيين يقدمون زجاجات من الشاي الإسرائيلي أثناء الهجوم العسكري عندما قامت القوات الإسرائيلية «بالسيطرة» على بلدة مرجعيون جنوب لبنان.[10]

الأمم المتحدة
- انتقد مسؤول الشؤون الإنسانية في الأمم المتحدة جان إيغلاند إسرائيل وحزب الله على حد سواء لإعاقة الوصول إلى جنوب لبنان ووصف الوضع بأنه «عار».[11]
- حث الأمين العام للأمم المتحدة كوفي أنان مجلس الأمن على وضع خطة بنهاية الأسبوع في الفترة من 12 إلى 13 أغسطس لانهاء الصراع. في بيان صدر بعد ظهر اليوم قال مكتب أنان أنه يعمل «بشكل مكثف للغاية» على التوصل إلى قرار مقبول لكل من إسرائيل ولبنان وكرر دعوته لإنهاء القتال و«إنقاذ المدنيين من الجانبين من الكابوس الذي تحملوه خلال الأسابيع الأربعة الماضية». قال مكتبه: «إن الأمين العام يعتقد أنه يجب أن يكون من الممكن أن يتخذ مجلس الأمن قرارا بنهاية الأسبوع».
- في الوقت نفسه حذرت الأمم المتحدة من أزمة غذائية كبرى في لبنان قائلة أن نزوح ما يقرب من مليون شخص تزامنت مع محصول الحبوب الرئيسي في البلاد. من بين 915 ألف شخص تقدر الأمم المتحدة أنهم مشردون داخليا في لبنان و45 في المائة من الأطفال. عطل القتال تسليم المواد الغذائية والوقود واللوازم الطبية ودمر الكثير من البنية التحتية للبلاد وقال أن 100 ألف شخص في جنوب لبنان لن يحصلوا على إغاثة حيوية. قال منسق الطوارئ لبرنامج الغذاء العالمي التابع للأمم المتحدة زلاتان ميليسيتش أنه لم تتمكن أي مساعدات من الوصول إلى المناطق الواقعة جنوب صيدا. قال ميليسيتش إن قافلة الإغاثة المخطط لها في النبطية حرمت من موافقة الجيش الإسرائيلي.
- ذكرت مصادر دبلوماسية أن الولايات المتحدة وفرنسا اتفقا على النقاط الرئيسية لقرار لانهاء القتال بين إسرائيل وحزب الله. وصف مراقبو الأمم المتحدة معركة شرسة في الخيام التي قالت إسرائيل أنها معقل لحزب الله خلال التقدم الإسرائيلي إلى مرجعيون.

الولايات المتحدة
- يحاول الدبلوماسيون في الوقت نفسه تسوية الخلافات حول خطة أميركية فرنسية لانهاء النزاع. لا تزال النقطة الشائكة هي دعوة لبنانية لانسحاب إسرائيل الفوري من جنوب لبنان وهي خطوة تقول إسرائيل أنها لن تنفذ من دون ضمانات لأمن الحدود. قال مسؤولون كبار في إدارة رئيس الولايات المتحدة جورج دبليو بوش أنه من غير المحتمل إجراء تصويت في 10 أغسطس في الأمم المتحدة. قال جون بولتون السفير الأمريكي لدى الأمم المتحدة أن أعضاء المجلس يأملون في التصويت يوم 11 أغسطس على القرار ولكن «نحن لسنا هناك بعد».
- في واشنطن العاصمة قال مسؤولون رفيعو المستوى في وزارة الخارجية الأمريكية أن الولايات المتحدة وفرنسا توصلتا إلى اتفاق مبدئي حول قرار يدعو إلى انهاء القتال. انسحابا إسرائيليا من جنوب لبنان بالتوازي مع نشر الحكومة اللبنانية وقوات الأمم المتحدة ولغة عن حالة أراضي مزارع شبعا المتنازع عليها التي تخضع الآن للسيطرة الإسرائيلية. لكن السؤال البارز هو ما إذا كانت الحكومة اللبنانية ستوافق على قرار يمنح بعثة الأمم المتحدة مهمة استخدام القوة حسبما ذكرت مصادر دبلوماسية.

فرنسا
- يحاول الدبلوماسيون في الوقت نفسه تسوية الخلافات حول خطة أميركية فرنسية لانهاء النزاع. لا تزال النقطة الشائكة هي دعوة لبنانية لانسحاب إسرائيل الفوري من جنوب لبنان وهي خطوة تقول إسرائيل أنها لن تقدم دون ضمانات لأمن الحدود.

## 11 أغسطس
الجيش الإسرائيلي
- بدأ الجيش الإسرائيلي بتوسيع هجومه البري ودفع قواته إلى جنوب لبنان متجها نحو نهر الليطاني. قال الجيش الإسرائيلي إن هذه هي أبعد القوات التي تقدمت منذ اندلاع النزاع في 12 يوليو.
- قتل جندي إسرائيلي في قرية اللبونة ليلة أمس عندما أصابت الصواريخ المضادة للدبابات دبابة وجرافة.
- قال الجيش الإسرائيلي إن خمسة جنود إسرائيليين أصيبوا بجراح ولكن لم يكنوا على محمل الجد أثناء عملياتهم في القنطرة شرقي مدينة صور الساحلية.
- سمح الجيش الإسرائيلي 400 من قوات الأمن اللبنانية المحاصرين في مرجعيون منذ 10 أغسطس نتيجة تبادل إطلاق النار هناك بين إسرائيل وحزب الله لمغادرة القرية.
- ذكرت الأنباء أن طائرات إسرائيلية هاجمت قافلة هربت من جنوب لبنان مما أسفر عن مصرع 10 أشخاص على الأقل. أصيبت أكثر من 100 سيارة مدنية تحمل جنودا وشرطة لبنانيين بالقرب من شتورا على الجانب الغربي من سهل البقاع وأكد الجيش الإسرائيلي أنه هاجم القافلة: «نفذ الهجوم على أساس شبهة غير صحيحة». أفيد أن أحد القتلى هو عامل في الصليب الأحمر ذهب لمساعدة الأشخاص المصابين في الهجمات الأولى.
- قال الجيش الإسرائيلي أيضا إن جنديا إسرائيليا قتل على الأرض في رشاف في تبادل لإطلاق النار وأنه نفذ أكثر من 80 غارة جوية في جنوب لبنان.

حزب الله
- أطلق حزب الله عدة صواريخ على إسرائيل مما أسفر عن إصابة شخصين في مدينة حيفا الشمالية وفقا لما ذكره موظفو سيارات الإسعاف. أبلغ عن إطلاق أكثر من 160 صاروخا على إسرائيل.
- ذكر حزب الله أن قواته دمرت زورقا حربيا إسرائيليا قبالة سواحل صور بلبنان مما أسفر عن مصرع أو إصابة طاقم مكون من 12 شخصا. نفى الجيش الإسرائيلي ادعاء حزب الله.
- أطلقت السلطات الإسرائيلية نحو 150 صاروخا في شمال إسرائيل.

إسرائيل
- قتل في 31 يوما من القتال 123 إسرائيليا بينهم 40 مدنيا و861 لبنانيا معظمهم من المدنيين وفقا للسلطات في تلك البلدان.
- أمر رئيس الوزراء الإسرائيلي إيهود أولمرت الجيش الإسرائيلي بالاستعداد لتوسيع هجومه البري في لبنان لفترة أطول معتبرا أن قرار الأمم المتحدة لم يلب الشواغل الأمنية الإسرائيلية وفقا لما ذكره عساف شريف المتحدث باسم أولمرت. قال المتحدث باسم وزارة الخارجية الإسرائيلية مارك ريجيف لوكالة فرانس برس أنه حتى مع قيام القوات الإسرائيلية بحشد قواتها على طول الحدود مع لبنان فإن إسرائيل ما زالت مفتوحة للتوصل إلى حل تفاوضي. قال: «إن عملنا لا يستبعد خيارا دبلوماسيا بل على العكس نحن نتابع التطورات في نيويورك عن كثب».
- قالت وكالة أنباء أسوشييتد برس نقلا عن شخص مقرب من الحكومة الإسرائيلية أن هناك «فرصة جيدة» لأن إسرائيل ستقبل الاقتراح الجديد لوقف إطلاق النار.
- قال دانييل إيالون السفير الأسرائيلي لدى الولايات المتحدة قبل تصويت المجلس أنه بالرغم من الحملة البرية الموسعة فإن مجلس الوزراء الأمني الإسرائيلي من المحتمل أن يوقع على قرار الأمم المتحدة المكون من ست صفحات في اجتماعه يوم 13 أغسطس. «لا أريد أن استبق قرار مجلس الوزراء ولكن اللغة كما أراه الآن - وأنا حذر - إذا لم تتغير لغة القرار أرى هذا القرار إيجابيا جدا وبطبيعة الحال فإن جوهر التنفيذ هو. إذا تم تطبيق هذا القرار فسنحل مشكلة لبنان».

لبنان
- قتل ما لا يقل عن سبعة مدنيين لبنانيين بعد غارة في محافظة عكار بالقرب من الحدود السورية.
- هاجمت طائرات حربية إسرائيلية الضاحية الضاحية في بيروت عند الفجر. أفادت وسائل الإعلام اللبنانية أن العديد من الانفجارات الصاخبة في غضون 30 دقيقة هزت المنطقة.
- استمرت الغارات الجوية الإسرائيلية خلال النهار. قصفت الطائرات مرتين جسر مزدحم عند معبر عبودية الحدودي إلى سوريا مما أسفر عن مقتل 12 شخصا على الأقل وإصابة 18 آخرين وفقا لمصادر المستشفى.
- في لبنان هزت الضواحي الجنوبية لبيروت 11 انفجارا على الأقل من الغارات الجوية الإسرائيلية.
- قتل في 31 يوما من القتال 123 إسرائيليا بينهم 40 مدنيا و861 لبنانيا معظمهم من المدنيين وفقا للسلطات في تلك البلدان.
- في العاصمة اللبنانية بيروت ذكرت مصادر قريبة من المفاوضات أن اتفاق فرنسا والولايات المتحدة مع الأمم المتحدة حول قرار من شأنه أن يخلق منطقة مساحتها 400 كيلومتر مربع داخل لبنان تستبعد منها ميليشيات حزب الله. قال مسؤولون حكوميون لبنانيون وفقا لما ذكرته وكالة أنباء أبو ظبي إن رئيس الوزراء اللبناني فؤاد السنيورة يدرس وثيقة الصفقة ويتصل بالسياسيين في بلاده لإسهامهم.
- أفادت مصادر أمنية لبنانية أن ستة أشخاص على الأقل قتلوا وأصيب 41 آخرون بجروح في انفجار قنبلة إسرائيلية على الأقل على متنها قرابة عشرة آلاف سيارة مدنية. قال عمال الصليب الأحمر لشبكة سي إن إن القافلة التي تضم 80 مركبة تابعة لقوات الأمن اللبنانية و100 مركبة مدنية قد ازدادت إلى 1500 مركبة وانضم المزيد من المدنيين على طول الطريق. وصف مايكل وير من سي إن إن مسرح الحادث بأنه «مذبحة مروعة». من بين القتلى ضابط في الجيش اللبناني وثلاثة مدنيين. من بين الجرحى ال 41 كان 24 من الجنود اللبنانيين وفقا لما ذكرته مصادر أمنية. غادرت القافلة مرجعيون بعد القتال هناك في وقت سابق اليوم. قالت مصادر أمنية لبنانية أن الجيش الإسرائيلي كان مليئا بالمدنيين من جنوب لبنان الذين كانوا يلجأون إلى قاعدة لبنانية في مرجعيون. أوضحت المصادر نفسها أن هذا الحادث وقع في بلدة كفرايا في سهل البقاع. أشارت المصادر إلى أن العديد من هذه المركبات اشتعلت فيها النيران ولم يتمكن موظفو الطوارئ من الوصول إلى الجرحى بسبب الغارات الجوية الإسرائيلية الأخرى في المنطقة. أكدت قوات الدفاع الإسرائيلية الهجوم «نفذت» الاشتباه في أنهم إرهابيون تابعون لحزب الله ينقلون الأسلحة «وأنها» على طول طريق ممنوع من السفر«. سواء أتيحت للقافلة التي رافقتها قوة الأمم المتحدة المؤقتة في لبنان إذن الجيش الإسرائيلي بالمضي قدما في نزاع. قال الجيش الإسرائيلي اليوم السبت أنه لم يمنح إذن للقافلة. إلا أن متحدثا باسم اليونيفيل في لبنان ميلوس ستروغار قال أن الجيش الإسرائيلي أزال القافلة من أجل السفر على طريق محدد إلى زحلة. اصطحبت ناقلات جنود مدرعة تابعة للقوة المؤقتة في البداية القافلة لكنها لم تعد معها عندما وقع الهجوم. انفجرت القافلة التي أصيبت من الجسم الرئيسي للمركبات بعد أن واجهت اختناقات مرورية واختناقات. من بين قوافل المعونة التي أذن بها الجيش الإسرائيلي وقام بتنسيقها طوال هذه الفترة بأكملها لم يقصف الجيش الإسرائيلي قافلة واحدة بالنار» كما قال الجيش الإسرائيلي.
- قال السفير اللبناني نهاد محمود إن أي وقف للأعمال العدائية يجب أن يكون غير مؤهل مشيرا إلى أن «اللبنانيين غير مرتاحين للتمييز الإسرائيلي عن ما هو دفاعي وما هو هجوم».

روسيا
- دعا فيتالي تشوركين سفير روسيا لدى الأمم المتحدة إلى هدنة إنسانية استمرت 72 ساعة بين إسرائيل وحزب الله بينما استمرت المفاوضات بين الولايات المتحدة وفرنسا بشأن مشروع قرار لإنهاء القتال.

الأمم المتحدة
- كثف الدبلوماسيون في الأمم المتحدة وفي بيروت جهودهم من أجل التوصل إلى قرار للأمم المتحدة لإنهاء الحرب في لبنان بين إسرائيل وحزب الله. قال مسؤول كبير في وزارة الخارجية الأميركية أن وزيرة الخارجية الأميركية كوندوليزا رايس تتوجه إلى الأمم المتحدة للضغط على مجلس الأمن. قال المسؤول: «لا يزال هناك عمل يتعين القيام به وسيعمل السكرتير على اغلاق البنود المتبقية».
- صوت مجلس حقوق الإنسان التابع للأمم المتحدة على إطلاق تحقيق في الانتهاكات المزعومة التي ارتكبتها إسرائيل خلال هجومها الذي استمر شهرا في لبنان.
- تم توزيع نص نهائي لقرار ينهي القتال بين إسرائيل وحزب الله في جنوب لبنان على مجلس الأمن الدولي بالكامل من قبل الولايات المتحدة وفرنسا في جلسة مغلقة بدأت في الساعة الثالثة من بعد الظهر. يأمل أعضاء مجلس الأمن الرئيسيون في إجراء تصويت في وقت لاحق اليوم. قال مسؤول بوزارة الخارجية الأمريكية أن القرار يتضمن «ولاية قوية جدا» لاستخدام قوة حفظ سلام دولية. بموجب مشروع القرار سيتم زيادة عدد قوات الأمم المتحدة في المنطقة من 2000 إلى 15 ألفا كحد أقصى. سوف ينضم إليهم 15 ألف جندي لبناني. تم التصويت بعد حوالي خمس ساعات.
- قبل التصويت أعرب الأمين العام للأمم المتحدة كوفي عنان عن ترحيبه «بالإخلاص» بالقرار بيد أنه هدد المجلس بعدم القيام بعمل عاجل. قال أنان: «سأكون مقصرا إذا لم أخبركم بمدى خيبة أمله إزاء أن المجلس لم يصل إلى هذه النقطة كثيرا قبل ذلك بكثير. يجب على جميع أعضاء هذا المجلس أن يدركوا أن عدم قدرته على التصرف عاجلا قد هز بشدة إيمان العالم بسلطته ونزاهته».
- وافق مجلس الأمن الدولي بالإجماع على قرار للأمم المتحدة لإنهاء الصراع. يذكر أن القرار الذي وضعته فرنسا والولايات المتحدة يطالب بوقف كامل لكافة الأعمال العدائية وإطلاق سراح الجنود الإسرائيليين المختطفين. قال الأمين العام للأمم المتحدة كوفي أنان أنه سيعمل مع الحكومتين لاتخاذ قرار حول الموعد والوقت المحددين لوقف اطلاق النار. كما يأذن القرار بنشر 15 ألف جندي دولي لمراقبة الحدود اللبنانية الإسرائيلية. يدعو الاتفاق أيضا إلى إطلاق سراح جنديين إسرائيليين أدى اعتقالهما من قبل الميليشيات إلى اندلاع الصراع الذي أودى بحياة ما يقرب من ألف شخص. هو يضع الأساس لاتفاق دائم أكثر لوقف إطلاق النار.

الولايات المتحدة
- قال مصدر دبلوماسي إن مساعد وزير الخارجية لشؤون الشرق الأدنى ديفيد ويلش كان يجتمع مع رئيس الوزراء اللبناني فؤاد السنيورة في بيروت لصياغة قرار للأمم المتحدة وطرحه للتصويت في أقرب وقت ممكن.
- قالت فرنسا والولايات المتحدة إنهما اتفقا على نص نهائي لقرار يمكن أن ينهي القتال بين إسرائيل وحزب الله في جنوب لبنان.
- قالت وزيرة الخارجية الأمريكية كوندوليزا رايس التي أدلت بأصوات الأمم المتحدة: «بهذا القرار يمكن أن يظهر لبنان الجديد والأقوى بمساعدة العالم. إن حزب الله يواجه الآن خيارا واضحا بين الحرب والسلام. إن حزب الله لديه بطبيعة الحال وزراء في مجلس الوزراء اللبناني ونحن نعمل مع الحكومة اللبنانية وعلى افتراض أن الحكومة اللبنانية تتأكد من أن جميع الأحزاب الممثلة في حكومتها ستلتزم بوقف إطلاق النار».
- يشمل وقف العمليات العدائية إنهاء «العمليات الهجومية» الإسرائيلية. قال مسؤول كبير في وزارة الخارجية الأميركية أن هذا يعني أن إسرائيل ستستمر في الرد على هجمات حزب الله. بيد أن المسئول قال أنه بعد أن يصبح القرار ساريا يجب أن يتبع خفض القصف على نطاق واسع فضلا عن وقف تقدم القوات البرية.

فرنسا
- التقى سفير فرنسا في لبنان بالسنيورة.
- قالت فرنسا والولايات المتحدة إنهما اتفقا على نص نهائي لقرار يمكن أن ينهي القتال بين إسرائيل وحزب الله في جنوب لبنان.

## 12 أغسطس
الجيش الإسرائيلي
- وسعت إسرائيل هجومها البري في أعمق قوتها بعد في جنوب لبنان. كان الجنود الأجانب نقلوا إلى لبنان لكنه رفض الكشف عن حجم الانتشار. كان الجيش الإسرائيلي يتجه إلى نهر الليطاني حيث يقصف أهدافا بعد ساعات من موافقة مجلس الأمن الدولي على اقتراح يهدف إلى إنهاء الصراع بين إسرائيل وحزب الله. ذكر راديو إسرائيل أن وحدات وصلت إلى النهر وفقا لما ذكرته وكالة أنباء أسوشيتيد برس. قال متحدث باسم الجيش أن سبعة جنود إسرائيليين لقوا مصرعهم وأصيب 60 آخرون خلال القتال في المنطقة. قال المتحدث أن 11 شخصا من بين 60 شخصا أصيبوا بجراح خطيرة. جنوب الليطاني في قرية أندوريا قال الجيش الإسرائيلي إنه قتل أكثر من 10 من مقاتلي حزب الله الليلة الماضية. كما قتل جندي من الجيش اللبناني وأصيب عدد من الضباط بجروح في غارات جوية على البقاع الغربي ليل الخميس الجمعة. قال الجيش الإسرائيلي إنه نفذ أكثر من 80 غارة جوية في جنوب لبنان بين عشية وضحاها.
- أطلقت الطائرات الحربية الإسرائيلية صواريخ على قرية رشيف بعد ساعات من معركة عنيفة بالقرب من القرية بين جنود حزب الله والقوات الإسرائيلية. يخشى أن يكون 15 شخصا قد لقوا مصرعهم.
- أعلن مسؤولون في الجيش اللبناني أن جنديا من الجيش اللبناني قتل وأصيب عدد من الضباط بجروح في غارات جوية على البقاع الغربي. استهدفت الغارات الجوية الإسرائيلية الأخرى مبنيين في صور يعتقد أنهما مرتبطان بحزب الله وفقا لما ذكرته وسائل الإعلام العربية. قالت هيئة الإذاعة اللبنانية أن أحد الضربات الجوية التي استهدفت محطة كهرباء في ضواحي صور أوقفت الكهرباء في المنطقة. أظهرت الأنباء لقطات الدخان في الأفق في أعقاب الغارات الجوية في المدينة الساحلية الجنوبية.
- في مدينة صيدا أثارت الغارات الجوية الإسرائيلية محطة كهرباء وعطلت الكهرباء إلى المناطق المحيطة بها وفقا لما ذكرته قناة إذاعة لبنان اللبنانية. عمل عمال لبنانيون على إصلاح طريق عبور بين لبنان وسوريا بعد أن جعلت الغارات الجوية الإسرائيلية غير صالحة للاستعمال وفقا لما ذكره وزير النقل والأشغال العامة في لبنان.
- قال الجيش الإسرائيلي إن القوات تعمل في مناطق يعتقد أنها تطلق مواقع لصواريخ حزب الله. دمرت الغارات الجوية مواقع تجمع حزب الله ومرافق تخزين الأسلحة ومخبأ بالقرب من قرية الهيام وتسعة جسور وطرق وصول لمنع تهريب الأسلحة. أضافت أن: «أكثر من أربعين إرهابيا من حزب الله» قتلوا خلال 24 ساعة الماضية.
- قال رئيس أركان إسرائيل أن إسرائيل ستواصل قتال حزب الله حتى يتضح كيف سيتم تطبيق قرار الأمم المتحدة. قال الجنرال دان هالوتز في مؤتمر صحفي في قاعدة عسكرية في شمال إسرائيل: «إن قرار الأمم المتحدة مقبول في 11 أغسطس لا ينطبق فورا على ترتيبات وقف اطلاق النار. إننا نقوم بزيادة عملياتنا تقوم على فكرة أن قوات الدفاع الإسرائيلية يجب أن توفر الدفاع لمدنينا. سنواصل العمل حتى نحقق أهدافنا». في بيروت أطلقت طائرات إسرائيلية منشورات مناهضة لحزب الله تدعو الناس إلى «التخلص من المدمرة اللبنانية». يقول أحد التسمية التوضيحية: «يمكنك أن تتعافى رائحة الأرز إذا أردت» مشيرا إلى الشجرة الخضراء التي تصور على علم لبنان.
- قال الجيش الإسرائيلي إن ما مجموعه 24 جنديا إسرائيليا قتلوا في القتال مما جعله أكبر خسائر في الأرواح في الجيش الإسرائيلي منذ يوم واحد من القتال.
- أكدت إسرائيل أنه تم إسقاط طائرة هليكوبتر في جنوب لبنان والطاقم البالغ عددهم خمسة أصبحوا في عداد المفقودين. هي أول خسارة من هذا القبيل لنيران معادية في النزاع.

إسرائيل
- لم تستجب إسرائيل بعد لقرار الأمم المتحدة الذي يدعو إلى وقف إطلاق النار ثم زيادة كبيرة في قوات الأمم المتحدة في جنوب لبنان. من المتوقع أن يتناول مجلس الوزراء الإسرائيلي الاقتراح 13 أغسطس. قال السفير الإسرائيلي لدى الولايات المتحدة دانييل أيالون إن مجلس الوزراء من المرجح أن يوافق عليه.
- قال دان جيلرمان السفير الإسرائيلي لدى الولايات المتحدة أنه لن يكون كافيا أن يضع حزب الله أسلحته ببساطة. يتوقع مجلس الأمن أن يكون جنوب لبنان حرا «من أي وجود لحزب الله».
- تقول تقارير وسائل الإعلام أن إسرائيل تعتزم وقف القتال في لبنان في السابعة صباحا. لكن وكالة أنباء رويترز نقلت عن مسؤول إسرائيلي رفيع المستوى قوله إن القوات ستواصل محاربة حزب الله في المناطق التي يعمل فيها الجيش الإسرائيلي. قالت إسرائيل أنها تعتزم الالتزام بالقرار الذي يدعو إسرائيل إلى وقف العمليات العسكرية «الهجومية».
- أوضح مجلس الوزراء الإسرائيلي أنه سيوافق على القرار. حملت الحكومة اللبنانية المسؤولية عن العنف.
- منذ اندلاع النزاع في 12 يوليو قتل نحو ألف شخص بحسب السلطات في لبنان وإسرائيل. قالت إسرائيل إن 92 من الأفراد العسكريين و40 مدنيا قد قتلوا وأصيب حوالي 1000 شخص.

حزب الله
- أطلق حزب الله أربعة صواريخ على الأقل في شمال إسرائيل مما أسفر عن إصابة شخصين.
- قال الجيش أن مسلحين من حزب الله أسقطوا فيما بعد مروحية عسكرية إسرائيلية في جنوب لبنان. لم تتوفر على الفور معلومات إضافية بما في ذلك الخسائر المحتملة. استمرت هجمات حزب الله أيضا. بحلول الساعة السادسة مساء وقال مسؤولون أن نحو 48 صاروخا سقطت اليوم السبت في شمال إسرائيل وأن 14 منها تصل إلى المدن. قالت الشرطة إن ثلاثة أشخاص أصيبوا بجروح طفيفة.
- قال الأمين العام لحزب الله إن الجماعة ستلتزم بقرار مجلس الأمن الدولي الذي يدعو إلى «الوقف الكامل للأعمال العدائية».
- أعرب نصر الله في خطابه التليفزيوني عن تحفظاته بشأن القرار قائلا: «عندما يتوقف العدوان الإسرائيلي فإن رد فعل المقاومة سيتوقف». أشار إلى أن القرار الذي اتخذه مجلس الأمن منحاز تجاه إسرائيل وأنها تهمل إسرائيل على ما وصفه ب«المجازر» و«جرائم الحرب» خلال الحرب التي استمرت شهرا. قال نصر الله أن حزب الله سيساعد اللاجئين على العودة إلى بلادهم وسيقدمون الدعم للجيش اللبناني وقوة الأمم المتحدة المؤقتة في لبنان. إلا أنه قال: «ما زلنا في حرب» وأن حزب الله «سيواصل الدفاع عن نفسه». «طالما أن أرضنا محتلة سنواصل المقاومة». جاء تصريحه عندما دفعت القوات الإسرائيلية إلى عمق جنوب لبنان وتوسيع الهجوم ضد حزب الله.
- قال عضو كبير في حزب الله إن الحكومة اللبنانية لا تنوي نزع سلاح جنوب نهر الليطاني على بعد حوالي 15 كيلومترا شمال الحدود الإسرائيلية اللبنانية. يدعو قرار الأمم المتحدة إلى نزع السلاح. غير أن كبير مستشاري السنيورة محمد شطاه قلل من شأن هذا التقرير. قال: «هناك إجماع وطني - قال حزب الله أنه جزء منه - أنه لن تكون هناك أسلحة في جنوب لبنان إلا من أسلحة دولة لبنان والأمم المتحدة». وافق مجلس الوزراء بالإجماع على القرار. أشار الأمين العام لحزب الله حسن نصر الله إلى أن اثنين من وزراء حزب الله صوتوا له بروح الوحدة الوطنية.

لبنان
- قال رئيس الوزراء اللبناني فؤاد السنيورة أن الحكومة اللبنانية التي تضم اثنين من أعضاء حزب الله وافقت بالاجماع على قرار مجلس الأمن 1701. قال السنيورة أنه وفقا لاقتراح الأمم المتحدة فإن الجيش اللبناني وقوات الأمم المتحدة فقط سيسمح لهما بحمل السلاح. جاء ذلك في أعقاب اجتماع لمجلس الوزراء اللبناني وقال السنيورة إن مجلس الوزراء سيجتمع مرة أخرى في 13 أغسطس لمناقشة تنفيذ القرار ولكنه أرجأ الاجتماع لمدة يومين إلى 15 أغسطس. قال وزير الحكومة اللبنانية إن التأجيل جاء في طلب رئيس البرلمان نبيه بري وهو مفاوض رئيسي مع حزب الله إعطاء المسؤولين الحكوميين مزيدا من الوقت لمناقشة الخطة مع حزب الله. نفت مصادر في مكتب بري التقرير. أثار هذا التأجيل القلق في جميع أنحاء العالم بين القادة الذين لديهم آمال كبيرة في القرار. قال مصدر حكومي لبناني كبير أن رئيس الوزراء فؤاد السنيورة تلقى نداءات من وزيرة الخارجية الأمريكية كوندوليزا رايس والرئيس المصري حسني مبارك والرئيس الفرنسي جاك شيراك والأمين العام للأمم المتحدة كوفي أنان. أكد البيت الأبيض أن رايس تحدثت مع السنيورة إلا أن متحدثا باسم البيت الأبيض لم يعرف من الذي بدأ هذه الدعوة. ولم يكن لدى وزارة الخارجية أي تعليق فوري. قال مصدر حكومي لبناني كبير أن بوش دعا السنيورة أيضا لكن البيت الأبيض نفى ذلك. قال المصدر أيضا أن أنان قال للسنيورة إنه إذا كان حزب الله يحافظ على موقفه من نزع السلاح في جنوب الليطاني فإن قوة دولية لا يمكن أن تدخل إلى لبنان.
- كان السنيورة قد أثار كلمات حادة لإسرائيل قائلا للصحفيين أن قرار الدولة العبرية بعدم الموافقة على وقف إطلاق النار يمنح الجيش الإسرائيلي «شيكا فارغا» لمواصلة قصف لبنان و«استهداف المدنيين». أضاف: «هذا هو نوع الإنسانية التي نتلقاها من الإسرائيليين وهذا الإرهاب بحد ذاته. من خلال القوة لا يستطيعون تحقيق أي شيء عليهم العودة إلى حواسهم».
- شظايا من الصواريخ أطلقت على قرية إنسارية في منتصف الطريق بين صيدا وصور وضربت سيارة تحمل صحفيين لبنانيين يعملون في قناة تلفزيونية سويدية وأصيب واحد منهم.
- منذ اندلاع النزاع في 12 يوليو قتل نحو ألف شخص بحسب السلطات في لبنان وإسرائيل. من بين القتلى 880 لبنانيين معظمهم من المدنيين وفقا لقوات الأمن الداخلي اللبنانية التي ذكرت أيضا 3529 جريح.

الولايات المتحدة
- قالت الولايات المتحدة أن الحكومة اللبنانية ليست لديها القدرة على توسيع سلطتها إلى الأراضي التي يسيطر عليها حزب الله. على الرغم من ذلك رحب الرئيس الأمريكي بوش بالقرار في خطابه الإذاعي قائلا أن الولايات المتحدة وحلفاءها بذلوا جهودا جادة من أجل «تهيئة الظروف لوقف دائم لاطلاق النار ومنع الميليشيات المسلحة والجماعات الإرهابية التي ترعاها أجنبية مثل حزب الله من إثارة أزمة أخرى». قال المتحدث باسم مجلس الأمن القومي فريدريك جونز أن الرئيس بوش أكد في رسالة استغرقت ثماني دقائق على السنيورة «ضرورة تفكيك دولة حزب الله داخل الدولة من أجل بناء الديموقراطية اللبنانية».

الأمم المتحدة
- أعلن الأمين العام للأمم المتحدة كوفي أنان في بيان مسجل أن وقف إطلاق النار الذي تم بوساطة الأمم المتحدة بين حزب الله وإسرائيل سيبدأ في الساعة الثامنة صباحا. قال أنان أن رئيس الوزراء الإسرائيلي إيهود أولمرت ورئيس الوزراء اللبناني فؤاد السنيورة اتفقا على ذلك الوقت. لكن لم يكن واضحا ما هو تأثير ذلك. حول اليوم الأكثر فتكا للجنود الإسرائيليين حث الجانبين على وقف القتال فورا. قال أنان: «من الأفضل أن يتوقف القتال الآن لاحترام روح ونوايا قرار المجلس الذي يهدف إلى إنقاذ أرواح المدنيين وتجنيب المعاناة التي يعيشها المدنيون من الجانبين».

## 13 أغسطس
الجيش الإسرائيلي
- أفادت مصادر طبية لبنانية أن ثلاثة مدنيين لبنانيين قتلوا وأصيب سبعة آخرون بجروح في غارة إسرائيلية على بلدة علي النهري جنوب لبنان في البقاع. وصفت إسرائيل المواقع بأنها معاقل لميليشيا حزب الله.
- أعلن مسؤولون في الدفاع المدني اللبناني عن مقتل ثمانية أشخاص وإصابة 16 آخرين بجروح في غارة جوية على بلدة بريتال في البقاع. كما قالت مصادر الدفاع المدني لشبكة سي إن إن عن غارة جوية على طريق بين قرية جمالية ومدينة بعلبك. قالت المصادر أن هناك إصابات وأن عمال الإنقاذ كانوا في طريقهم. في إطلاق النار الدعائي وعدت إسرائيل أكثر من ذلك إذا استمر حزب الله في العمل من جنوب لبنان.
- على الحدود اللبنانية السورية أصيب جنديان لبنانيان بجروح عندما اصطدمت غارة إسرائيلية بسيارتهما كما أفادت مصادر في الجيش اللبناني. في مدينة صور الساحلية الجنوبية أرسلت الغارات الجوية الإسرائيلية أعمدة من الدخان في الهواء. أفادت شبكات إخبارية عربية أن المدنيين قتلوا في الغارات. كانت بعض من أعنف الهجمات في الصراع المستمر منذ 33 يوما. بالإضافة إلى ذلك سقط صاروخ إسرائيلي ليلا في منطقة صور في جنوب لبنان. وقع الهجوم الصاروخي في حوالي الساعة 10:10 مساء. لم يتضح بعد مدى الضرر أو الخسائر المحتملة. كانت السلطة في معظم المدينة خارج. في أنحاء صور يمكن سماع نيران مدفعية من طائرات الهليكوبتر وسمع نيران الأسلحة الصغيرة من جنوب المدينة.
- قصفت إسرائيل أهدافا مع القذائف الصاروخية الثقيلة في 13 أغسطس الماضي لتلحق ضررا بالغا في الساعات الأخيرة قبل بدء سريان قرار وقف إطلاق النار. قال رئيس الوزراء السابق إيهود باراك: «لقد آن الأوان لبذل كل ما في وسعنا لتدمير أكبر قدر ممكن من البنية التحتية خلال 12 أو 13 ساعة القادمة وبعد ذلك سنرى ما هو التالي».
- شنت إسرائيل ضربات جوية في لبنان بعد ساعات من إعلان الأمين العام للأمم المتحدة كوفي أنان وقف إطلاق النار بوساطة الأمم المتحدة بين حزب الله وإسرائيل في الساعة الثامنة صباحا 14 أغسطس.
- قال الجيش الإسرائيلي إنه نفذ أكثر من 100 هجوم جوي يستهدف مقاتلي حزب الله. أضاف أن خمسة جنود قتلوا في 13 أغسطس في معارك عنيفة ضد مقاتلي حزب الله في جنوب لبنان. قال الجيش أن 25 جنديا آخرين أصيبوا بجروح بينهم أربعة بجروح خطيرة. أبلغ الجيش الإسرائيلي عن مقتل 143 شخصا إسرائيليا وإصابة أكثر من ألف شخص منذ بدء النزاع في 12 يوليو. وفقا للشرطة الإسرائيلية أصابت حوالي 4000 صاروخ من حزب الله شمال إسرائيل أثناء النزاع. قال الجيش الإسرائيلي إن قواته قتلت أكثر من 530 مقاتلا من حزب الله وأفرجت عن أسماء 180 منهم.
- أفادت قوات الدفاع الإسرائيلية أنها أسقطت طائرتين تابعتين لحزب الله في طريقهما إلى إسرائيل وسقط أحدهما على الجليل الغربي والآخر على صور.
- قال القائد الإسرائيلي الجنرال بيني جانتز أن: «الأيام القليلة القادمة ستكون أيام من عدم اليقين» مضيفا أن إسرائيل ستلتزم بوقف إطلاق النار إذا لم يطلق حزب الله النار على قواته أو مدنيين. قال غانتز قائد القوات البرية الإسرائيلية: «لكن إذا تم تجدد النيران ضد قواتنا وضد السكان المدنيين الإسرائيليين فسوف نكون قادرين ونعرف كيف ولن نتردد في العمل».

إسرائيل
- وافق مجلس الوزراء الإسرائيلي على قرار الأمم المتحدة لوقف إطلاق النار الذي يهدف إلى وقف القتال بين إسرائيل وحزب الله الذي استمر أكثر من شهر. قالت وزيرة الخارجية الإسرائيلية تسيبي ليفني أن قرار الأمم المتحدة رقم 1701 «جيد لإسرائيل» و«سيغير قواعد اللعبة في لبنان والعلاقة بين إسرائيل ولبنان أيضا». خلال اجتماع مجلس الوزراء قال رئيس الوزراء الإسرائيلى إيهود أولمرت أن القرار «لن يكون حزب الله دولة داخل دولة في لبنان». أوضحت إسرائيل أنها لن تنسحب فورا لكنها ستنتظر حتى وصول قوات أخرى لمنع ميليشيا حزب الله من السيطرة على المنطقة الواقعة على الحدود الشمالية لإسرائيل. أضاف: «إننا نطلب عدم وجود فراغ وبعبارة أخرى أنه لا توجد حالة يخرج فيها الجيش الإسرائيلي ومازال هناك فراغ هناك وأن حزب الله يعود إلى تلك الأماكن التي غادرها أو يبقى بالتناوب في تلك الأماكن ولا يوجد شئ بالفعل يحدث» حسبما قالت ليفني. قال باراك: «لن يكون هدوءا تماما - هذا هو الخطر الأكبر - حتى تأتي القوة الدولية».
- قال وزير التجارة الإسرائيلي اسحق هيرزوغ لوكالة أنباء أسوشييتد برس: "إننا نعتبر قرار مجلس الأمن مؤيدا". قال مسؤول إسرائيلي أن "وقف العمليات العسكرية" الهجومية هو نيتنا الكاملة التي لا لبس فيها". اعترف مسؤولون إسرائيليون أنه لا يزال من غير الواضح ما هي الأعمال التي يمكن أن تفسر على أنها "هجومية". ماذا لو كانت بعض الشاحنات تأتي من سوريا مع قاذفات وصواريخ جديدة؟ قال باراك: "إذا كنا نهاجمهم فإن البعض قد يقول إنه ليس دفاعي" وإذا لم نفعل ذلك فسوف ينتهي الأمر بفرصة أخرى لحزب الله لإعادة التجمع.

لبنان
- أسفر القتال في المنطقة عن مقتل 890 لبنانيا وجرح أكثر من 3,800 شخص وفقا لقوات الأمن الداخلي اللبنانية. معظم المدنيين الذين قتلوا قبل قصف 13 أغسطس هم مدنيون.
- وفقا لوسائل الإعلام اللبنانية أصيبت أحياء الرويس ومامورا وغاليري سمعان وبرج البراجني وكفات. هذه الهجمات التي وقعت قبل الساعة الثالثة من بعد الظهر تقريبا. كانت تستهدف قيادة حزب الله وفقا لما ذكرته مصادر أمنية لبنانية. قالت مصادر أمنية إن أيا من كبار قادة الميليشيات كان يعتقد أنه كان في المنطقة في ذلك الوقت.
- قال نهاد محمود الممثل اللبناني لدى الأمم المتحدة: «لا أفهم لماذا نحتاج إلى هذه النهاية الكبرى». تساءل عما تعتقد إسرائيل أنه يمكن أن يحققه في غضون ساعات «لم يتمكنوا من تحقيقه خلال شهر واحد». اعترف محمود بأن حزب الله انطلق من الصراع عندما عبر مسلحوه إلى إسرائيل الشهر الماضي وقتلوا ثلاثة جنود إسرائيليين واختطفوا اثنين آخرين. قال: «إنهم بدأوا للتو والإسرائيليون أخذوا بقية».

حزب الله
- قال حسن نصر الله الأمين العام لحزب الله إن ميليشياته ستحترم الدعوة إلى وقف إطلاق النار بمجرد التوصل إلى اتفاق بشأن التوقيت.
- يذكر أن حزب الله قصف أهدافا مع القذائف الصاروخية الثقيلة في 13 أغسطس وتهدف إلى التسبب في أقصى قدر من الضرر في الساعات الأخيرة قبل بدء سريان قرار وقف إطلاق النار. أعلنت إسرائيل أنها أطلقت أكثر من 250 صاروخا على إسرائيل. أثناء هجوم حزب الله على صدف وشلومي في إسرائيل قتل مدني إسرائيلي وجرح سبعة آخرين وفقا لما ذكرته خدمات الإسعاف.

## 14 أغسطس
لبنان
- دخل وقف إطلاق النار حيز النفاذ في الساعة الثامنة.
- بعد ساعات من بدء نفاذ وقف إطلاق النار بدأ آلاف اللاجئين بالعودة إلى ديارهم. قالت مصادر أمنية لبنانية إن ما لا يقل عن 11 من اللاجئين العائدين بمن فيهم الأطفال قد أصيبوا جراء ذخائر غير منفجرة كانت تقع حول بلدات وقرى في جنوب لبنان. قال مسؤولون في الدفاع المدني اللبناني إن الذخائر غير المنفجرة قتلت شخصين وأصابت تسعة آخرين.
- في صور كان الناس الذين أمضوا أيام أو أسابيع في ملاجئ ضيقة وغير مريحة في الجبال مع انخفاض أسعار الغذاء والمياه حريصين على الوصول إلى ديارهم ومعرفة ما حدث لهم. أصدرت وزارة الداخلية اللبنانية بيانا يحث المدنيين على البقاء بعيدا عن ديارهم حتى يتمكن مهندسو الجيش من تفتيشهم عن القنابل العنقودية أو المدفعية غير المنفجرة.
- من المتوقع أن يعود أكثر من 300 ألف لاجئ خلال الأيام القليلة القادمة إلى المنطقة التي دمرت فيها العديد من المباني والطرق والجسور. أقام الجيش اللبناني نقاط تفتيش على الطرق الرئيسية في محاولة للسيطرة على حركة المرور.

الجيش الإسرائيلي
- قبل ساعتين من بدء وقف إطلاق النار قامت إسرائيل بطباعة بيروت على منشورات دعائية حملت حزب الله مسؤولية «التدمير والتشريد والموت» على لبنان ووصفت الجماعة المسلحة بدمية إيران وسوريا. قالت المنشورات أن «حزب الله مع سياساته الانعزالية المتهورة والخداع جلب لك العديد من الانجازات: الدمار والتشرد والموت. هل يمكن أن تدفع هذا السعر مرة أخرى؟ أعرف أن الجيش الإسرائيلي سيعود وسوف تتصرف بكل ما يلزم من ضربة ضد أي عمل إرهابي قادم من لبنان يمس إسرائيل».
- قبل بدء نفاذ وقف إطلاق النار أصابت الصواريخ الإسرائيلية سيارة في ضواحي بعلبك مما أسفر عن مقتل سبعة أشخاص.
- بعد ساعات فقط من وقف اطلاق النار ذكر الجيش الإسرائيلي أربعة اشتباكات بين حزب الله والقوات البرية الإسرائيلية قتل خلالها أربعة من مقاتلي حزب الله. في حادث واحد أطلقت القوات الإسرائيلية النار على رجل مسلح اقترب من القوات الإسرائيلية في قرية فارون حسبما ذكر الجيش الإسرائيلي.
- فتحت القوات الإسرائيلية في جنوب لبنان النار على مجموعة من مقاتلي حزب الله المسلحين «اقتربوا بطريقة مهددة» وضربوا شخصا واحدا. وقع الاشتباك بالقرب من قرية حداثا بعد ثلاث ساعات من دخول وقف إطلاق النار حيز النفاذ. لم ترد تفاصيل عن الحادثين الآخرين.
- وعدت إسرائيل بالأحكام على المنطقة حيث قال مسؤولون عسكريون أن الجيش سيواصل فرض الحظر الجوي والبحري على لبنان. قال مسؤولون عسكريون إسرائيليون أن بعض قواتها انسحبت من جنوب لبنان لكنها لم تقدم أي تفاصيل. قال بيان للجيش الإسرائيلي: «إن قوات الجيش الإسرائيلي لا تزال تعمل على أساس دفاعي لأن إرهابيي حزب الله لا يزالون في المنطقة».
- قال بيان صادر عن الجيش الإسرائيلي: «إن الجيش سوف يحترم وقف اطلاق النار ولكنه سيواصل الدفاع عن قواته ومواطني إسرائيل. إن قوات الدفاع الإسرائيلية ستبقى في جنوب لبنان حتى يتم تسليم المسؤولية عن المنطقة إلى الجيش اللبناني» وقوات الأمم المتحدة. استمرت في تحذير السكان من السفر إلى الجنوب من الليطاني «حتى يتحمل الجيش اللبناني وقوة اليونيفيل المسؤولية عن المنطقة وفقا لقرار مجلس الأمن الدولي رقم 1701».
- أبلغ الجيش الإسرائيلي عن مقتل 167 شخصا من بينهم 114 من الأفراد العسكريين و53 من المدنيين وقال إن 865 شخصا قد أصيبوا بجراح.
- بدأت القوات انسحابها في وقت متأخر من الليل وفقا لقوات الدفاع الإسرائيلية.

الأمم المتحدة
- استهدفت الطائرات الإسرائيلية فصيلا فلسطينيا في مخيم عين الحلوة للاجئين في صيدا بصاروخين. أدت القذائف التي أطلقت في منطقة سكنية مدنية إلى مقتل موظف الأونروا السيد عبد الصاغر.
- على الرغم من الاشتباكات الأربعة التي وقعت بين القوات الإسرائيلية ومقاتلي حزب الله قال الأمين العام للأمم المتحدة كوفي أنان أن اتفاق وقف إطلاق النار «يبدو أنه يحمل بشكل عام». لكن كلا الجانبين قالا إنهما لا يتراجعان.
- قال فريق الأمم المتحدة في جنوب لبنان أن حوالي 1200 سيارة عبرت الطريق الرئيسي من بيروت إلى النبطية خلال ساعة فقط. قال فريق آخر من الأمم المتحدة أنه على طول الحدود السورية عاد حوالي 4500 شخص إلى لبنان. استغل البعض جسر تم إصلاحه حديثا فوق نهر الليطاني شمال مدينة صور والذي يسرع أيضا وصول المساعدات الإنسانية.
- بعد ساعات من بدء نفاذ وقف إطلاق النار اجتمع كبار الممثلين العسكريين من الجيشين اللبناني والإسرائيلي بشكل منفصل مع رئيس قوات الأمم المتحدة في جنوب لبنان لبحث كيفية تنفيذ الاتفاق وفقا لما ذكرته الأمم المتحدة. ذكرت الأمم المتحدة أن اللقاءات التي جرت مع رئيس اليونيفيل الجنرال ألان بيلغريني تمركزت بموقف الأمم المتحدة عند معبر جنوبي الحدود بالقرب من رأس الناقورة بلبنان ظهر اليوم (الخامسة صباحا بالتوقيت المحلى). قال بيان الأمم المتحدة أن المحادثات «مفتوحة» و«مثمرة».

إسرائيل
- قال رئيس الوزراء الإسرائيلي إيهود أولمرت أن إسرائيل ستواصل حمل حزب الله. قال في خطاب ألقاه أمام الكنيست: «سنواصل ملاحقتهم في كل مكان وفي كل الأوقات. ليس لدينا أي نية لطلب أي شخص». قال أولمرت إن عدد القتلى خلال أكثر من شهر من القتال يبلغ 159 إسرائيليا بمن فيهم مدنيون وجنود. أوضح أنه إذا لم ينزع حزب الله نزع أسلحته فإن إسرائيل ستواصل ما وصفه بأنه «معركة طويلة وصعبة وشاقة ومعقدة». قال أولمرت أيضا إنه يعين عوفر ديكل نائب رئيس جهاز الأمن الإسرائيلي السابق لقيادة الجهود الرامية إلى ضمان إطلاق سراح جنديين من حزب الله أسروا في غارة عبر الحدود يوم 12 يوليو.
- على الرغم من أنه لم يتم إطلاق صواريخ على شمال إسرائيل إلا أن عددا قليلا فقط من الإسرائيليين الذين فروا من الحرب عادوا إلى بلادهم ونصحتهم الحكومة الإسرائيلية بالابتعاد عن الآن لمعرفة ما إذا كانت الهدنة محتفظة. بدأت المحلات التي كانت مغلقة منذ أسابيع في فتح في حيفا في إسرائيل وبدأت إشارات المرور تعمل مرة أخرى في كريات شمونة وفقا لما ذكرته الوكالة ولكن لم يكن هناك تدفق جماعي للاجئين.

حزب الله
- قال حسن نصر الله الأمين العام لحزب الله إن الميليشيات ستنظر في الأهداف المشروعة للقوات الإسرائيلية حتى تغادرها وفقا لما ذكرته وكالة أنباء أسوشيتد برس.
- في خطاب تلفزيوني ليلا أصدر الأمين العام لحزب الله حسن نصر الله إشارات مختلطة حول نزع السلاح. في حين قال إنه مستعد لمناقشة الموضوع قال أيضا إنه لا يعتقد أن القوات اللبنانية قادرة على الدفاع عن البلاد.

الولايات المتحدة
- حث البيت الابيض كلا الجانبين على احترام وقف إطلاق النار الذي تم فرضه مؤخرا في حربهما التي دامت شهرا واحدا حيث أن الرئيس بوش عقد محادثات مع كبار المستشارين حول مشاكل الأمن القومي حول العالم. في يومه الأول من العطلة سافر بوش إلى البنتاغون للاجتماع مع كبار المستشارين بمن فيهم وزير الدفاع دونالد رامسفيلد ونائب الرئيس ديك تشيني وغيرهم. في وقت لاحق كان سيتوجه إلى وزارة الخارجية للاجتماع مع وزيرة الخارجية كوندوليزا رايس. كما كان يتناول الغداء مع مجموعة من الأشخاص الذين حددهم البيت الابيض كخبراء في العراق. كان من المقرر عقد ثلاث جلسات في وزارة الخارجية مع حضور كل من رايس ولكن مجموعة من الخبراء حول الإرهاب والمساعدات الخارجية والشرق الأوسط المتقلب.
- قال توني سنو السكرتير الصحفي للبيت الأبيض في إشارة إلى قرار الأمم المتحدة الذي أوقف القتال «أن الآن ما حصل هو دبلوماسي فاز». قال أنه ليس من السهل التوصل إلى الاتفاق وأن هناك «سحب دبلوماسي حيث حاولنا تحديد كيفية التوصل إلى القرار الذي ستدعمه كافة الأطراف». قال سنو أنه من الواضح أن حزب الله قد أضعف بسبب المعركة على الرغم من أن إسرائيل لم تحقق هدفها المتمثل في توجيه ضربة قاضية إلى جماعة حرب العصابات. قال أن نجاح وقف إطلاق النار «سيتطلب أن يضع على الحدود الشمالية للبنان شخص قادر على التعامل مع الأمن بطريقة تعترضها وقطعها وبكل حظ توقف نقل السلاح من إيران وسوريا إلى لبنان. إننا نأمل أن يبقى الجميع على وفاء بوقف إطلاق النار وأن تتمكن حكومة لبنان مرة أخرى من الحصول على المصداقية. لكنك تعلم أن قطعة من الورق تحدد الطريق إلى الأمام ولكن الكثير من المرات لا يزال يتعين على الشعب القيام بها على الأرض. إن الشعب اللبناني أيضا داخل لبنان والحكومة اللبنانية لها دور تلعبه وحكومتا سوريا وإيران لها دور تلعبه ولحزب الله دور يؤديه والإسرائيليون لهم دور يلعبونه وعلينا أن نرى كيف تعمل كل هذه الأمور في الساعات والأيام والأسابيع المقبلة».
- أدلى بوش ببيان موجز في افتتاح اجتماعه في البنتاغون. قال بوش: «إننا نعيش في أوقات عصيبة ولكنني واثق من قدرتنا على حماية الوطن فقط ولكننا في مقدرتنا على ترك عالم أفضل. من المهم جدا للشعب الأمريكي أن يعرف أننا نفكر باستمرار في كيفية تأمين الوطن وحماية مصالحنا واستخدام جميع الأصول المتاحة للقيام بوظائفنا». انتشرت قائمة التحديات التي تواجه بوش بعيدا عن القتال بين حزب الله وإسرائيل.
- وصف الرئيس بوش قرار الأمم المتحدة الذي دخل حيز التنفيذ قبل ساعات «خطوة هامة ستساعد في وضع حد للعنف» بين إسرائيل وحزب الله. قال بوش للصحافيين أن: «حزب الله عانى من هزيمة في هذه الأزمة. ستكون هناك قوة جديدة في جنوب لبنان» مشيرا إلى قوة الأمم المتحدة التي ستساعد الجيش اللبناني في السيطرة على المنطقة. «إن أمريكا تعترف بأن المدنيين في لبنان وإسرائيل عانوا من العنف الحالي وإننا ندرك أن المسؤولية عن هذه المعاناة تقع على عاتق حزب الله. مسؤولية معاناة الشعب اللبناني تقع أيضا على عاتق الدول الراعية لحزب الله إيران وسوريا». ألقى الرئيس بوش باللائمة على حزب الله ومؤيديه في إيران وسوريا للحرب التي قال إنها «جزء أوسع من الصراع بين الحرية والإرهاب».

## 15 أغسطس
حزب الله
- أطلقت ما يصل إلى 10 صواريخ من طراز كاتيوشا جنوبا من مناطق شمال نهر الليطاني أثناء الليل ولكنها لم تعبر الحدود الإسرائيلية. لم يبلغ عن وقوع إصابات.
- قال الأمين العام لحزب الله حسن نصر الله أن حزب الله حقق «انتصارا استراتيجيا وتاريخيا» ضد إسرائيل. كما وعد نصر الله خلال خطاب فيديو على قناة المنار التابع لحزب الله بأن المجموعة سوف تساعد الضحايا اللبنانيين على إعادة بناء منازلهم.
- تم الإبلاغ عن عدة اشتباكات صغيرة بين مقاتلي حزب الله والجنود الإسرائيليين حيث قتل تسعة مسلحين على الأقل من حزب الله. لكن حتى الآن لم تقع انتهاكات واسعة النطاق لوقف إطلاق النار الذي تم بوساطة الأمم المتحدة.

الجيش الإسرائيلي
- لم ترد القوات الإسرائيلية على الصواريخ التي أطلقها حزب الله أثناء الليل حيث لم يعبر أي منهم الحدود الإسرائيلية اللبنانية.
- تم الإبلاغ عن عدة اشتباكات صغيرة بين مقاتلي حزب الله والجنود الإسرائيليين حيث قتل ستة من مقاتلي حزب الله على الأقل. لكن حتى الآن لم تقع انتهاكات واسعة النطاق لوقف إطلاق النار الذي تم بوساطة الأمم المتحدة. قال الجيش الإسرائيلي إنه تم إطلاق أربع قذائف هاون داخل جنوب لبنان بعد وقف إطلاق النار. سمعت أصوات انفجارات في جنوب لبنان بعد حلول الليل لكن الجيش الإسرائيلي نسبها إلى التدمير المستمر لمخابئ أسلحة حزب الله والصواريخ غير المنفجرة.
- بدأ الجيش الإسرائيلي انسحابه من لبنان. في الساعة 6:00 صباحا عادت وحدة المظليين العاملة في المنطقة الوسطى من جنوب لبنان إلى الأراضي الإسرائيلية. ستكمل القوات الإسرائيلية انسحابها من جنوب لبنان في غضون 10 أيام وتفسح المجال أمام قوات الأمم المتحدة والقوات اللبنانية كما قال الجنرال دان هالوتز.
- ذكر الجيش الإسرائيلي أنه تم الإبلاغ عن 159 حالة وفاة على الأقل في إسرائيل.

الأمم المتحدة
- عقب الاجتماع بين ممثلي الجيش الإسرائيلي وقوة الأمم المتحدة المؤقتة في لبنان تقرر أن تبدأ قوة الأمم المتحدة المؤقتة في لبنان نشرها في جميع أنحاء جنوب لبنان في غضون 24 إلى 48 ساعة اعتبارا من 14 أغسطس. فور وصول قوة الأمم المتحدة المؤقتة في لبنان ستبدأ وحدات الجيش اللبناني أيضا تحركها إلى جنوب لبنان حتى لو لم تعقد إسرائيل ولبنان أي اتصالات رسمية لتنسيق نقل السيطرة على الأراضي. سوف يتم نشر القوات في ما وصفه مسؤولو حفظ السلام التابعون للأمم المتحدة بأنها «عملية متجددة» تحل محل القوات الإسرائيلية مع القوات اللبنانية والأمم المتحدة بدءا من الشمال الشرقي في مرجعيون وتتحرك إلى جنوب غرب البلاد.
- قال رئيس قوة حفظ السلام التابعة للأمم المتحدة في لبنان اللواء ألان بيليغريني أن: «قوة اليونيفيل القديمة قد لقيت مصرعها وأنها القوة الجديدة التي بدأت. إن موقفها وبالتالي وسائل عملها آخذ في التغير وسيكون مختلفا تماما عما نراه الآن». في حين أن أول 200 جندي من قوات الأمم المتحدة قد يصلون بحلول 21 أغسطس فإن قائد اليونيفيل اللواء ألان بيلغريني قال إنه يمكن أن يكون في نوفمبر 2006 قبل وصول الوحدة الكاملة. قال بيلغريني: «يمر من 2000 إلى 15,000 هائل».
- قال المتحدث ميلوس ستروجار أن قوات الأمم المتحدة تقوم بدوريات ليلا ونهارا وستزداد عددا. بدأوا في إزالة الألغام من المنطقة والتخلص من الذخائر غير المنفجرة.

فرنسا
- قوة مكونة من 2000 جندي فرنسي موجود بالفعل في لبنان وصلوا منذ عدة أسابيع لإجلاء المواطنين الفرنسيين من القتال. من المتوقع أن تصل القوات الفرنسية الأولى إلى جنوب لبنان في غضون 10 أيام.

لبنان
- كانت القوات اللبنانية تقوم باستعدادات للانتقال إلى جنوب لبنان لمحاولة منع عودة العنف الذي أدى إلى مصرع أكثر من ألف شخص على جانبي الحدود. أعلن مسؤولون لبنانيون أن أول 15 ألف جندي لبناني سيبدأون في 17 سبتمبر في مناطق جنوب نهر الليطاني. قال نهاد محمود سفير لبنان في الأمم المتحدة: «كل شيء قيد الإعداد الآن سياسيا وعمليا على الأرض».
- يذكر أن آلاف المدنيين اللبنانيين الذين شردهم النزاع الذي استمر 34 يوما انسحبوا من الطرق المتجهة إلى الجنوب في محاولة للعودة إلى منازلهم بالرغم من تحذيرات الجيش الإسرائيلي من أنها لم تكن آمنة بعد. لأن معظم الجسور فوق نهر الليطاني قد دمرت في أكثر من أربعة أسابيع من الغارات الجوية قام بعض الناس بالمرور عبر المياه بما في ذلك الأمهات اللواتي يحملن أطفالهن. قال مسؤولون لبنانيون إن 850,000 شخص نزحوا بسبب النزاع.
- قال محمد شطح مستشار رئيس الوزراء اللبناني فؤاد السنيورة أن هدف حكومته هو إقناع حزب الله بأن يصبح: «حزبا سياسيا طبيعيا يتمتع بنفس الحقوق والالتزامات التي يتمتع بها الآخرون. إن حزب الله يقول أن ذلك يمكن أن يحدث. لا يمكن أن يكون لدينا جيشان بعد الآن».
- قالت السلطات أن النزاع أدى إلى مقتل 908 لبناني. أعلنت قوات الأمن اللبنانية عن إصابة 3877 جريحا منذ بدء الحملة العسكرية الإسرائيلية. قالت الوكالة إن فتاة في منطقة النبطية أصيبت بالمتفجرات في اليوم السابق.

إسرائيل
- في إسرائيل حيث فر مليون شخص من منازلهم لإيواءهم في الجنوب لم يكن هناك عودة سريعة شمالا.
- قالت صحيفة معاريف أن رئيس الأركان دان هالوتز باع مجموعة كبيرة من الأسهم بعد ساعات من اختطاف الجنود الإسرائيليين. نقلت صحيفة هآرتس مصادر عسكرية مفادها أن هالوتز سيضطر إلى الاستقالة نتيجة لذلك.
- توفي 41 مدنيا إسرائيليا في هجمات حزب الله بالصواريخ أثناء النزاع وأصيب أكثر من 1000 إسرائيلي بمن فيهم 600 مدني وفقا لالجيش الإسرائيلي.

سوريا
- قال رئيس سوريا بشار الأسد أنه لا يمكن أن يكون هناك سلام في الوقت الذي يتولى فيه الرئيس بوش الرئاسة. نقلت الوكالة عن الأسد قوله في خطاب له «أن هذه إدارة تتبنى مبدأ الحرب الاستباقية التي تتناقض تماما مع مبدأ السلام. لذلك لا نتوقع السلام قريبا أو في المستقبل المنظور. إن إسرائيل عدو ولا نريد السلام لأن السلام سيفرض على إسرائيل إعادة الأراضي العربية». قال إنه لا يمكن أن يكون هناك سلام بدون حزب الله.

إيران
- قال الرئيس الإيراني محمود أحمدي نجاد إن حزب الله كان منتصرا ضد إسرائيل على الرغم من الأضرار الهائلة التي لحقت باللبنان. قال أحمدي نجاد: «أولئك الذين قالوا إن جيشنا غير قابل للكسر ولا يمكن التغلب عليه وتعهدوا بتدمير كبير خلال 30 يوما هزموا ضد قوة الشباب. تمكن هؤلاء الشباب من رفع أعلام النصر عبر لبنان». رفع بعض الإيرانيين في الحفل صورا للأمين العام لحزب الله حسن نصر الله خلال الخطاب. ألقى أحمدي نجاد باللائمة على الولايات المتحدة وبريطانيا - وهما عضوان دائمان في مجلس الأمن الدولي - لوقوفهما في طريق وقف إطلاق النار وقالوا إنه «يجب معاقبتهم». كما دعا «كل من شارك في تدمير لبنان» وكذلك الأمم المتحدة لتعويض اللبنانيين «عما حدث».

الولايات المتحدة
- قال جون بولتون السفير الأمريكي لدى الأمم المتحدة أن الدبلوماسيين «يعملون بجد» لتحديد الدول التي ستعزز قوة اليونيفيل المعززة.

## 16 أغسطس
لبنان
- يبدأ الجيش اللبناني نشره في جنوب لبنان بقوة رمزية أصغر. هذه هي المرة الأولى منذ حوالي عقدين من الزمن حيث يضع الجيش اللبناني نفسه على طول الحدود مع إسرائيل.
- على الرغم من أن وقف إطلاق النار دخل حيز النفاذ في 14 أغسطس فإن عدد القتلى في لبنان استمر في الصعود حيث اكتشفت جثث إسرائيلية كما انسحبت قوات حزب الله. أفادت قوات الأمن الداخلي اللبنانية أن ما مجموعه 989 حالة وفاة منذ بدء النزاع في 12 يوليو بما في ذلك 56 جثة استردت من قرية صريفا. نقلت وكالة انباء اسوشييتد برس عن مسؤولين أمنيين قولهم أن عبوة ناسفة انفجرت في بلدة النبطية في جنوب لبنان مما أدى إلى مقتل رجل يبلغ من العمر 20 عاما. الضحية علي تركيه صعد على القنبلة خارج منزل عائلته.
- نظرت الحكومة اللبنانية في كيفية القيام بعمل وقف إطلاق النار بوساطة الأمم المتحدة. ذكرت مصادر سياسية رفيعة المستوى أن مجلس الوزراء اللبناني سيعقد اجتماعا لمناقشة تنفيذ وقف إطلاق النار ومن المتوقع أن ينظر في العديد من الخيارات بما في ذلك دمج مقاتلي حزب الله في الجيش اللبناني. رفض حزب الله هذا الخيار وفقا للمصادر.
- قال الوزير أن مجلس الوزراء اللبناني وافق بالاجماع على نشر 15 ألف جندي في جنوب لبنان اعتبارا من 17 أغسطس في محاولة للسيطرة على المنطقة التي يسيطر عليها حزب الله منذ عام 2000. تمت الموافقة على هذا الإجراء لتسريع نشر قوات الأمم المتحدة انسحاب القوات الإسرائيلية. قال رئيس الوزراء اللبناني فؤاد السنيورة أن الوقت قد حان لأن تسيطر الحكومة اللبنانية على جنوب لبنان من ميليشيا حزب الله. في خطاب متلفز أشاد بمقاتلي حزب الله لما أنجزوه في ساحة المعركة. لكنه أضاف أنه بمجرد نشر القوات اللبنانية «لن تكون هناك أسلحة أخرى غير أسلحة الحكومة اللبنانية».
- كان شريط فيديو يظهر أن الجنود اللبنانيين يقدمون زجاجات من الشاي الإسرائيلي خلال الهجوم العسكري في وقت سابق من هذا الشهر ضربوا موجات جوية من إسرائيل وحزب الله. كان شريط الفيديو الذي أطلق عليه الإسرائيليون في العاشر من أغسطس الماضي «سيطرت» على بلدة مرجعيون جنوب لبنان بثته القناة الثانية من قناة «المنار» التابعة لحزب الله. الجنود اللبنانيين كهاربين. في شريط الفيديو اقتحمت دبابتان إسرائيليتان بوابة حامية مرجعيون حيث ترفرف إشارة استسلام بيضاء خارج الثكنة. في الداخل يحمل الجنود اللبنانيون صواني مع أكواب من الشاي والتي يقدمونها للإسرائيليين. اللقاء يبدو مجرد اجتماعي. ومع ذلك فمن الممكن حذف أجزاء غير سارة من الفيديو أثناء التحرير. بعد بث الفيديو أمرت وزارة الداخلية اللبنانية باعتقال قائد القاعدة الجنرال عدنان داود وفقا لما ذكرته وكالة الأنباء. لا يعترف لبنان بإسرائيل ويحظر على مواطنيها أي اتصال مع الإسرائيليين. في نقطة واحدة من الفيديو داوود وجندي إسرائيلي تبادل التبادل التالي: داود: «لا نحتاج أن نقول لزعماءنا؟» الجندي الإسرائيلي: «أخبر من تريد». داود: «يجب أن نطلعهم على ما حصل». جندي إسرائيلي: «لقد أطلعنا (الرئيس الأمريكي) بوش وأنت تقصر من تريد». داوود: «نحن بحاجة إلى إعلام بوش أيضا». يعكس الشريط سياسة الجيش اللبناني الهادفة إلى وقف المعارك بين إسرائيل وحزب الله اللبناني. لم يكن لبنان يريد تحويل الصراع إلى حرب بينه وبين إسرائيل. هذه التصرفات كما هو مبين في شريط فيديو يمكن أن تكون أجزاء قد حذفت وتم تحريرها ويمكن أن توحي بأن الجيش اللبناني ضعيف وغير قادر على إعادة جنوب لبنان من حزب الله دون مساعدة. هناك تقارير متضاربة عما حدث في مرجعيون وهي مدينة مسيحية إلى حد كبير. ذكرت المخابرات اللبنانية أن القوات الإسرائيلية لم تواجه مقاومة عندما دخلت المدينة. نقلت قناة الجزيرة القطرية عن حزب الله قوله أن «معارك عنيفة» وقعت مع مسلحيها وأن قناتي المنار والعربية ذكرتا أن دبابات إسرائيلية على الأقل دمرت في القتال. دافع وزير الداخلية اللبناني أحمد فتفت عن القوات اللبنانية في الثكنات التي تضم 350 ضابطا من الأمن الداخلي اللبناني والجنود من وحدة الاستخبارات التابعة للجيش. «هذه القوة ليست في مهمة قتالية فهذه القوة لديها أسلحة فردية بسيطة تعمل كقوة شرطة وليس لديها دبابات أو قاذفات صواريخ وهي قوة مكلفة بدعم السكان وحمايتهم بمساعدة إنسانية». يرى النقاد الآخرون أن جنرال الجيش اللبناني ارتكب عملا من الخيانة.

الأمم المتحدة
- قال الهادي العنابي نائب مدير عمليات حفظ السلام التابعة للأمم المتحدة أن الأمم المتحدة تعتزم نشر 3 آلاف إلى 3500 جندي في جنوب لبنان في غضون 10 إلى 15 يوما «كقوة طليعة». بمجرد وضع قوات الأمم المتحدة ستعمل قوات الأمم المتحدة - وهي نسخة موسعة من بعثة مراقبة الحدود الحالية قوة الأمم المتحدة المؤقتة في لبنان - مع القوات اللبنانية على إقامة منطقة منزوعة السلاح بين نهر الليطاني و«الخط الأزرق» في لبنان. قال الجنرال الفرنسي ألان بيلغريني قائد القوات المؤقتة التابعة للأمم المتحدة في لبنان: «إن الجميع حريصون على تنفيذ ذلك بسرعة. إن الجيش الإسرائيلي يريد مغادرة البلاد في أقرب وقت ممكن وأن الجيش اللبناني على وعي تام بمسؤوليته ويريد الاستيلاء بسرعة كبيرة جدا. أعتقد أن كل هذه العملية يمكن أن تتم في غضون 10 أيام».
- أعربت دول مثل إيطاليا وماليزيا واندونيسيا وتركيا عن اهتمامها بالمشاركة وحضر ممثلوها اجتماعات فنية في مقر الأمم المتحدة. بيد أن الدول لم تتعهد بتقديم قوات اعتبارا من 15 أغسطس. من المتوقع أن تقدم فرنسا عرضا كبيرا لتعزيز قواتها البالغ عددهم 1990 التابعة للقوة بيد أن باريس لم تؤكد مدى مساهمتها. قال مسؤولون بالأمم المتحدة أنه من المتوقع صدور المزيد من الاعلانات الرسمية بعد لقاءات مع الفرنسيين يوم 16 أغسطس. اجتمع وزراء خارجية العديد من الدول التي يمكن أن تساهم بقوات حفظ السلام في جنوب لبنان بما في ذلك فرنسا وتركيا وماليزيا وباكستان في بيروت. دعا وزير الخارجية الفرنسي فيليب دوست بلازي إسرائيل إلى وقف الحصار الجوي والبحري على لبنان. قال الوزير الفرنسي: «في الوقت نفسه نطلب من الحكومة اللبنانية أن تبذل كل ما في وسعها للتأكد من عدم وجود تهريب للأسلحة». قال مارك ريجيف المتحدث باسم وزارة الخارجية الإسرائيلية إن الحصار ضروري حتى يتم إنشاء قوة حفظ السلام لمنع الجماعة الإسلامية المسلحة من إعادة التسلح وفقا لما ذكرته وكالة فرانس برس.
- قالت الأمم المتحدة أن الأمين العام للأمم المتحدة كوفي أنان سيرسل مبعوثين هما تيري رود لارسن وفيجي نامبيار إلى لبنان وإسرائيل لمتابعة تنفيذ قرار وقف اطلاق النار. التقى أنان بوزيرة الخارجية الإسرائيلية تسيبي ليفني التي قالت أنها بحثت رغبة إسرائيل في تشكيل قوة مختلطة من القوات من الدول الأوروبية والإسلامية. قالت أن إسرائيل تؤيد تماما وقف اطلاق النار الذي توسطت فيه الأمم المتحدة مع حزب الله وأن «الكرة الآن في ملعب الحكومة اللبنانية» لضمان عدم وجود ميليشيات مسلحة تعمل في جنوب لبنان.
- ناشد برنامج الغذاء العالمي التابع للأمم المتحدة الحصول على مزيد من الأموال محذرا من أن النقص الشديد في الأموال لعملياته اللوجستية في لبنان يهدد بوقف جهود المساعدات.
- حذر مسئول كبير بالأمم المتحدة من أن أعضاء الأمم المتحدة بحاجة إلى تكثيف وتسليح قوات في مهمة حفظ السلام في جنوب لبنان إذا ما كان وقف إطلاق النار سيعقد. قال نائب الأمين العام مارك مالوك براون لممثلي الدول التي تفكر في نشر القوات «أن كل لحظة نؤجلها هي لحظة خطر أن تتكرر المعارك». قال أن اليونيفيل لن تشارك في عملية نزع سلاح واسعة النطاق لحزب الله. عرضت بنغلاديش حتى الآن مساهمة محتملة لكتيبتي مشاة ميكانيكيتين تتألفان حوالي من 1500 إلى 2000 جندي. عرضت اندونيسيا كتيبة آلية وشركة مهندسين وتتطوع كل من ماليزيا والنيبال بكتيبة ميكانيكية. عرضت الدنمارك إرسال سفينتين للقيام بدوريات على الساحل اللبناني. أيضا النظر في إرسال القوات هي إيطاليا وإسبانيا ومصر وبلجيكا والمغرب.

الجيش الإسرائيلي
- قال دان هالوتس رئيس أركان قوات الدفاع الإسرائيلية أن القوات الإسرائيلية لن تغادر لبنان حتى تصل قوة متعددة الجنسيات بقيادة الأمم المتحدة «حتى إذا استغرق الأمر أشهرا».

حزب الله
- وافق حزب الله على نزع سلاح قواته جنوب نهر الليطاني لكنه لن يسحب قواته من جنوب لبنان حيث يعيش أعضائه. قال محمد شتاه المستشار الكبير لرئيس الوزراء اللبناني فؤاد السنيورة: «إن أفراد حزب الله هم من يعيشون في الجنوب ولن يتركوا منازلهم وقراهم لكن حزب الله المسلح لن يكون في الجنوب». يحظر قرار الأمم المتحدة رقم 1701 على جميع الميليشيات المسلحة العمل في جنوب لبنان ولكنه لا يحدد ما إذا كان ينبغي للميليشيات أن تنزع سلاحها أو تنسحب منها.

إسرائيل
- قال نائب رئيس الوزراء الإسرائيلي شيمون بيريز أن إسرائيل فتحت مجالها الجوي أمام طائرات من الدول العربية التي تنقل مساعدات إنسانية إلى لبنان. لن تسمح إسرائيل عادة بالتحليق من الدول العربية التي لا تقيم معها علاقات دبلوماسية. قال بيريز: «كلما طلب منا اتفقنا طالما نحن مقتنعون بأنهم مشروعون».
- عينت الحكومة الإسرائيلية رئيس أركان الجيش السابق للتحقيق في كيفية التعامل مع الصراع. دعا المراقبون الحملة العسكرية المتسرعة والمخططة بشدة والاعتماد على القوة الجوية لتدمير حزب الله. تعتزم اللجنة تقديم تقرير في غضون ثلاثة أسابيع وفقا لوزارة الدفاع.

## 17 أغسطس
لبنان
- تحرك نحو 6000 جندي لبناني جنوبا عبر نهر الليطاني واستصلاح الأراضي التي استولى عليها الجيش الإسرائيلي في وقت سابق. من المتوقع أن يصل ما بين 1800 و2000 جندي لبناني آخر إلى مدينة صور الساحلية الجنوبية بحلول منتصف النهار. كما أعيد فتح مطار بيروت. كانت رحلة من عمان، الأردن أول من وصل منذ أن دمرت الطائرات الحربية الإسرائيلية والقوارب الحربية مدارج المطار الثلاثة في وقت مبكر من الصراع الذي دام 34 يوما. أوضح مسؤول في المطار أن رحلتين أخرتين من عمان ولندن ستغادران في وقت لاحق ركابهما وهما صحافيان ومساعدات إنسانية. قالت الخطوط الجوية البريطانية إنها تتوقع استئناف رحلاتها إلى بيروت بحلول الأسبوع المقبل.
- قال مسؤولون لوكالة أسوشييتد برس إن مخلفات الحرب بما في ذلك القنبلة التي لم تنفجر في بعض الأحيان تغرق الشوارع وتؤدي هذه المخاطر إلى إبطاء إجلاء الجرحى وتسليم الأغذية والوقود إلى الناس في الجنوب.
- ندد كبير المشرعين اللبنانيين الحكومة السورية ب«تعزيز الخلاف في لبنان» وندد «بالعدوان الإسرائيلي» و«آلة الحرب» وأشاد بنشر القوات اللبنانية «الوطنية» في الجنوب. قال سعد الحريري زعيم الكتلة البرلمانية اللبنانية الكبرى وابن رئيس الوزراء الراحل رفيق الحريري أثناء حديثه إلى أنصار بيروت.

الجيش الإسرائيلي
- قال الجيش الإسرائيلي في وقت مبكر أن نصف المنطقة الواقعة جنوب الليطاني قد سلمت بالفعل لقوات الأمم المتحدة المؤقتة في لبنان التي تضم حاليا حوالي ألفي جندي في جنوب لبنان. نقلت قوات الدفاع الإسرائيلية في بيان قوله إن نقل اليوم «مشروط بتعزيز قوة الأمم المتحدة المؤقتة في لبنان وقدرة الجيش اللبناني على السيطرة الفعلية على المنطقة».
- يذكر أن رئيس أركان الجيش الإسرائيلي يرفض الانتقاد ويدعو إلى استقالته في أعقاب الأخبار التي ألقاها في بداية الصراع. اعترف الجنرال دان هالوتز رئيس الجيش الإسرائيلي ببيع أسلحته بنحو 28 ألف دولار في غضون ثلاث ساعات من اختطاف حزب الله لجنديين إسرائيليين - وهو العمل الذي أثار الصراع. انخفضت الأسهم الإسرائيلية بشكل حاد في الايام التي تلت اندلاع القتال. قال هالوتز في مؤتمر صحفي في تل أبيب إن بيع الأسهم لا علاقة له باندلاع الحرب وانتقد الكشف عن معلوماته المالية الشخصية.

الأمم المتحدة
- بموجب بنود اتفاقية السلام التي تم التوصل إليها بوساطة الأمم المتحدة فإن قوات الأمم المتحدة ستبلغ في النهاية 15 ألف جندي في جنوب لبنان ويمكن أن تضم قوات من فرنسا وتركيا وماليزيا وباكستان.

إسرائيل
- قال نائب رئيس الوزراء الإسرائيلي شيمون بيريز أن إسرائيل ستخرج من لبنان خلال «أسابيع» إذا وصلت القوات اللبنانية إلى جنوب البلاد. قال بيريز إن إسرائيل تعتقد أنه خلال الصراع دمر حوالي ثلث صواريخ حزب الله بما في ذلك جميع صواريخه البعيدة المدى.

## 18 أغسطس
لبنان
- قال مسؤول بالجيش أن الجيش يأمل في نشر حوالي 15 ألف جندي صباح اليوم. استقبل سكان بلدة شبعا (جنوب لبنان) القوات اللبنانية بالهتافات والعلم الوطني الأحمر والأبيض وهي المرة الأولى التي تنتشر فيها هذه القوات في المنطقة منذ عقود. كان سكان شبعا الذين يعيشون بالقرب من منطقة مزارع شبعا المتنازع عليها التي تحتلها إسرائيل الآن يرقصون في الشوارع بين المركبات العسكرية اللبنانية. بموجب اتفاق وقف اطلاق النار تتنازل إسرائيل عن مزارع شبعا إلى لبنان في موعد غير محدد. يقول شادي شماس الذي وصفه أب بأنه مواطن مرجعيون يبلغ من العمر 30 عاما: «أشعر بأمان أكثر الآن. إن الجيش لم يكن كما هو الحال الآن إذا كان حزب الله يمتلك مسدسات فإن الجيش يستطيع أن يأخذها وهذا ليس هو الحال من قبل». نقلت الوكالة عن جورج نجم البالغ من العمر 23 عاما عن قلايا القريبة قوله «أن اليوم هو بداية جديدة لنا في جنوب لبنان. سنحتاج إلى بعض الوقت لنشعر بالأمان ولكنها بداية رائعة».
- ذكرت وكالة أنباء أسوشييتد برس أن القوات اللبنانية في 10 ناقلات مدرعة شنت على شاحنات مسطحة قادت عبر جسر معدني مثبت حديثا فوق نهر الليطاني عند الفجر واصطحبته عدة سيارات عسكرية. تم بناء الجسر من قبل الجيش ليحل محل هيكل تم قصفه من قبل الطائرات الحربية الإسرائيلية. قال وزير الاعلام غازي العريضي بعد اجتماع لمجلس الوزراء الذي استمر ساعتين «لن تكون هناك مواجهات بين الجيش والإخوة في حزب الله... وهذه ليست مهمة الجيش. إنهم لن يطاردوا أو يحرمهم الله من الانتقام» على حزب الله.
- في آخر الأرقام أفادت قوات الأمن الداخلي اللبنانية أن 1,068 شخصا قتلوا خلال 34 يوما من القتال بين إسرائيل وحزب الله وأصيب 4,054 شخص آخر.
- أكمل الجيش اللبناني عملية الانتشار داخل الأراضي التي أخليها الجيش الإسرائيلي في وقت سابق في المناطق العامة من شيبا وحاصبيا وكافر شوبا وكافر همان وراشيا وهباري وفرادس.

إسرائيل
- تعترض إسرائيل على إدراج دول وماليزيا وإندونيسيا التي ليس لها علاقات دبلوماسية مع إسرائيل في قوة الأمم المتحدة المخططة لجنوب لبنان. كما رفضت إسرائيل مشاركة بنجلاديش. أشارت إسرائيل إلى أن الثلاثة لا يعترفون بوجود إسرائيل. بيد أن اندونيسيا تصر على إرسال قوات. أكد المتحدث باسم وزارة الخارجية ديسرا بيركايا أن القوات الاندونيسية ستكون في لبنان وليس إسرائيل. قال بيركايا: «إن قواتنا هناك ستكون جزءا من قوة متعددة الجنسيات تحت قيادة وسيطرة الأمم المتحدة. إن نشر القوات هو إجراء تصحيحي نتيجة للعدوان العسكري الإسرائيلي». انتقدت اندونيسيا بشدة العمل العسكري الإسرائيلي ضد أهداف حزب الله في لبنان. تفيد التقارير أن إندونيسيا تخطط للإسهام ب 1000 جندي في القوة التي يتوقع أن تبلغ 13000 جندي.
- قال المتحدث باسم وزارة الخارجية الإسرائيلية مارك ريجيف لوكالة أسوشيتد برس أن إسرائيل تفي بالتزاماتها في قرار الأمم المتحدة لوقف اطلاق النار وتتوقع من لبنان أن يفعل نفس الشيء. قال ريجيف لوكالة فرانس برس إن «هذا القرار يدعو بوضوح إلى إنشاء منطقة خالية من حزب الله جنوب نهر الليطاني وأي شيء أقل يعني أن القرار لا ينفذ».

الجيش الإسرائيلي
- حلقت الطائرات الحربية الإسرائيلية والمروحيات والطائرات بدون طيار فوق منطقة تبعد 60 كيلومتر شرق بيروت. تعرضوا لنيران مضادة للطائرات ولكن لم يتعرضوا للضرب ولم يطلقوا النار على أنفسهم.

الأمم المتحدة
- تحذر الأمم المتحدة الدول الأعضاء من أنها يجب أن تقدم قوات إلى قوة حفظ السلام إذا ما تقرر وقف إطلاق النار. بعد اجتماع مع ممثلين من 49 دولة من المحتمل أن تسهم بقوات قدمت ثلاث دول إسلامية أساسا هي بنجلاديش واندونيسيا وماليزيا عددا قليلا من كتائب المشاة. بيد أن الدول الأوروبية تتردد في الالتزام بقواتها الخاصة. وفرت فرنسا 200 جندي إضافي بينما عرضت ألمانيا فقط قوة بحرية وجوية لتأمين حدود لبنان. في روما وافقت الحكومة الإيطالية رسميا على خطة لإرسال ما يصل إلى 3000 جندي إلى لبنان وفقا لمكتب رئيس الوزراء. قال مسؤولو الدفاع الإيطاليون إن القوات كانت مستعدة للانتشار لبعض الوقت ولكن الحكومة الإيطالية تنتظر حتى تتلقى توجيهات من الأمم المتحدة.
- قال الأمين العام للأمم المتحدة كوفي أنان في تقرير إلى مجلس الأمن الدولي أنه منذ بدء نفاذ وقف إطلاق النار عاد حوالي 400 ألف من المدنيين اللبنانيين المشردين إلى الضاحية الجنوبية لبيروت والمناطق الجنوبية. ناشدت الدول الأعضاء تقديم قوات حفظ سلام إلى لبنان مؤكدا أن قوات الأمم المتحدة لن تشن «حربا» على إسرائيل أو لبنان أو حزب الله. في التقرير قال أنان أنه «يشجعه الخطوات الأولى الإيجابية». لكنه أكد أنه لا يزال هناك الكثير مما يجب القيام به. قال: «إنني أحذر من أن الوضع ما زال هشا للغاية». أضاف أنان أن المساعدات الإنسانية تحتاج إلى التعجيل في جنوب لبنان مع عودة المزيد من الناس إلى ديارهم حتى يمكن تلبية احتياجاتهم الغذائية والمأوى والاحتياجات الطبية.

حزب الله
- قال متحدث باسم حزب الله أن حزب الله بدأ بتسليم دفعات نقدية للمدنيين اللبنانيين الذين دمرت منازلهم أو دمرت بسبب القصف الإسرائيلي. قال الحاج غسان درويش من حزب الله في الضواحي الجنوبية لبيروت إن المساعدات النقدية التي قدمتها 12,000 دولار تم منحها للمدنيين الذين فقدوا منازلهم خلال الهجمات الإسرائيلية وأصغر مبلغ لمن تضررت منازلهم.

## 19 أغسطس
الجيش الإسرائيلي
- حاولت القوات الإسرائيلية اختراق بلدة بودي التابعة لحزب الله حوالي الساعة 3 صباحا وانتشرت المروحيات في عمق سهل البقاع على بعد 60 ميلا (97 كيلومتر) من الحدود الإسرائيلية. قال الجيش الإسرائيلي في وقت لاحق أن الكوماندوز تحاول محاربة الأسلحة الإيرانية التي يتم تهريبها إلى المسلحين من سوريا. فقد الإسرائيليون جنديا وتوفي أحدهما متأثرا بجروحه. أصيب ثلاثة من مقاتلي حزب الله بجراح.

إسرائيل
- قال مارك ريجيف المتحدث باسم وزارة الخارجية الإسرائيلية أن "وقف إطلاق النار يستند إلى قرار الأمم المتحدة رقم 1701 الذي يدعو إلى فرض حظر دولي على الأسلحة ضد حزب الله. في غياب هذا الوجود فإن عمليات نقل الأسلحة إلى حزب الله تشكل انتهاكا واضحا للقرار 1701 ولإسرائيل الحق في الرد وعندما تفرض القوات الدولية والجيش اللبناني الحصار يصبح العمل الإسرائيلي زائدا". قبول وقف اطلاق النار الذي يمكن فيه لحزب الله أن يستخدم وقف اطلاق النار كمهلة لتجميع قواته وإعادة التسلح والاستعداد للجولة القادمة. لن تضطر إسرائيل للقيام بهذا النوع من العمليات إذا كانت القوات الدولية والقوات اللبنانية تتابع التزامها... منع شحنات الأسلحة هذه لحزب الله".

لبنان
- اتهم رئيس الوزراء اللبناني إسرائيل بانتهاك اتفاقية وقف اطلاق النار التي توسطت فيها الأمم المتحدة وقال أنه سيبحث القضية مع كوفي أنان الأمين العام للأمم المتحدة قائلا «أن الهبوط الذي قامت به قوات الاحتلال الإسرائيلية اليوم في البقاع انتهاك صارخ لوقف الأعمال العدائية التي أعلن عنها مجلس الأمن» كما قال فؤاد السنيورة في بيان.
- في أرقام محدثة أفادت قوات الأمن الداخلي اللبنانية أن 1,069 شخصا قتلوا في لبنان خلال الصراع الذي دام 34 يوما مع إسرائيل وأصيب 4,055 آخرين بجراح.

حزب الله
- قال وزير الدفاع اللبناني إلياس المر أن حزب الله يلتزم بوقف اطلاق النار. في الوقت نفسه دعا حسن حب الله أحد أعضاء حزب الله في البرلمان اللبناني إلى إثبات أن العدو الإسرائيلي لا يزال يمارس عدوانه... وأنه لا يهم القرارات التي اتخذها مجلس الأمن الدولي وقال: "كما أكدنا من قبل فإنها تهاجم لبنان وتحمل الجرأة في هذا البلد" لذلك لا نعتبر ما حدث جديدا للعدو إلا أن المقاومة لا تزال تصر على أنها ستحارب أي إسرائيلي المحاولة".

الأمم المتحدة
- قالت قوة الأمم المتحدة المؤقتة في لبنان أن عملية نقل القوات في جنوب لبنان مستمرة. «إن انسحاب الجيش الإسرائيلي ونشر الجيش اللبناني سيستمر في الأيام المقبلة وفقا للخطة والجدول الزمني المتفق عليهما خلال الاجتماع الثلاثي لقائد قوة الأمم المتحدة المؤقتة في لبنان وكبار ممثلي الجيش اللبناني والإسرائيلي».
- وصل 50 مهندسا عسكريا فرنسيا إلى الناقورة أول جنود جدد لدعم قوة حفظ السلام التابعة للأمم المتحدة.
- قال البيان أن أنان دعا «جميع الأطراف إلى الاحترام الصارم لحظر الأسلحة وممارسة أقصى درجات ضبط النفس وتجنب الأعمال الاستفزازية وعرض المسؤولية في تنفيذ القرار 1701. كل هذه الانتهاكات لقرار مجلس الأمن 1701 تعرض للخطر الهدوء الهش الذي تم التوصل إليه بعد مفاوضات كثيرة وتقويض سلطة حكومة لبنان».
- قال المتحدث أن أنان تحدث مع كل من رئيس الوزراء الإسرائيلي إيهود أولمرت وفؤاد السنيورة في لبنان. طلب أنان من الحكومتين أن تقدم إلى مجلس الأمن «تقارير يومية عن الامتثال». خلال محادثاته مع أولمرت قال أنان أنه تلقى شكاوى حول نشاط قوات الدفاع الإسرائيلية في لبنان خاصة غارة منطقة البقاع يوم السبت وفقا لما ذكره مسؤولون بالحكومة الإسرائيلية. كما بحث الجانبان التقدم في تشكيل قوة حفظ السلام الدولية المتفق عليها في جنوب لبنان وفقا لما ذكره مسؤولون بالحكومة الإسرائيلية. تزامنت مناقشاتهم مع وصول 50 جنديا فرنسيا في قارب في مدينة الناقورة جنوب لبنان وهي أول مجموعة من التعزيزات الدولية منذ بدء سريان وقف إطلاق النار في 14 أغسطس. في الوقت نفسه التقى وفد من الأمم المتحدة مع السنيورة ومسؤولين لبنانيين آخرين بما في ذلك المر ورئيس البرلمان نبيه بري لمناقشة وسائل تنفيذ قرار مجلس الأمن 1701.
- اعتبارا من اليوم تم تمويل نداء للأمم المتحدة من أجل لبنان بنسبة 54 في المائة بمساهمات بلغت نحو 89 مليون دولار.

الولايات المتحدة
- في واشنطن العاصمة قالت متحدثة باسم البيت الأبيض أن إدارة بوش «أخذت علما» ببيان إسرائيل بشأن غارة بوداي. قال جيني مامو: «إننا نلاحظ أن منع إعادة أسلحة العراق وسوريا إلى حزب الله هو حكم رئيسي من قرار مجلس الأمن الدولي رقم 1701. يؤكد الحادث على أهمية الانتشار السريع للقوة المعززة».